# Ophiorrhiza kuroiwae
Ophiorrhiza kuroiwae är en måreväxtart som beskrevs av Tomitaro Makino. Ophiorrhiza kuroiwae ingår i släktet Ophiorrhiza och familjen måreväxter. Inga underarter finns listade i Catalogue of Life.